# Den fjerde jordbaserede FM-radiokanal
Den fjerde jordbaserede FM-radiokanal, oprindeligt også kendt som DR P2 eller blot P2, fra 2011-2019 som Radio24syv, fra 1. november 2019 som R4DIO, er den fjerde landsdækkende radiokanal, der distribueres via FM-sendenettet i Danmark. 
Radio- og tv-nævnet tildelte i april 2001 kanalen til DR, der dermed fik ret til at drive kanalen frem til 31. marts 2009 under navnet P2. Sendetilladelsen er senere blevet forlænget, således at DR kan drive kanalen til udgangen af 2010. Herefter skulle kanalen privatiseres, hvilket skete i november 2011 med tildelingen af programtilladelsen til BerlingskePeople A/S. 
Grundlaget for kanalen er public service, og indholdsprofilen er klassisk musik suppleret med rytmisk musik, jazz og dansksproget musik samt programmer indenfor kultur, samfund og debat.
Kanalen har must carry-status i kabel-tv-nettet samt i antenneforeninger.
Der var seks bydere på driften af kanalen:
- DR
- SBS Radio
- Bonnier
- Det Berlingske Officin og JP/Politikens Hus
- Aller Press sammen med bl.a. Flensborg Avis
- MTG og Lønmodtagernes Dyrtidsfond

## Baggrund for etableringen
Etableringen af kanalen skete som følge af det medieforlig, der i marts 2000 blev indgået mellem SR-regeringen, Socialistisk Folkeparti og Centrum-Demokraterne. Mens regeringen og SF ønskede at tildele kanalen til DR, ville CD sende den i udbud, således at der kom reel konkurrence på landsdækkende radio. Resultatet blev, at kanalen kom i udbud, men at kanalen skulle have en bestemt programprofil. Venstre og Konservative ønskede lempeligere udbudsbetingelser, således at det var mere attraktivt for medievirksomheder at afgive bud driften af kanalen. 

## Udbuddet i 2011
Udbuddet af kanalen skete via en såkaldt skønhedskonkurrence i 2011. Vinderen blev selskabet BerlingskePeople - et til lejligheden oprettet joint-venture mellem Berlingske og PeopleGroup, der som vinder af udbuddet fik tilladelse til at udøve public service-virksomhed på den fjerde jordbaserede FM-radiokanal i perioden fra og med 1. november 2011 til og med 31. oktober 2019. Kanalen har siden haft navnet Radio24syv.